# 5279 Артурадель
5279 Артурадель (1988 LA, 1930 QN, 1949 HT, 1949 JG, 5279 Arthuradel) — астероїд головного поясу, відкритий 8 червня 1988 року.
Тіссеранів параметр щодо Юпітера — 3,384.